# Oecismus kazdagensis
Oecismus kazdagensis là một loài Trichoptera trong họ Sericostomatidae. Chúng phân bố ở miền Cổ bắc.